# Serraca variegata
Serraca variegata är en fjärilsart som beskrevs av Barend J. Lempke 1952. Serraca variegata ingår i släktet Serraca och familjen mätare. Inga underarter finns listade i Catalogue of Life.